# Psilota coerulea
Psilota coerulea är en tvåvingeart som beskrevs av Macquart 1846. Psilota coerulea ingår i släktet sotblomflugor, och familjen blomflugor. Inga underarter finns listade i Catalogue of Life.